# Hampton (Nebraska)
Hampton ist ein Dorf (Village) im Hamilton County im Süden von Nebraska, Vereinigte Staaten. Das U.S. Census Bureau hat bei der Volkszählung 2020 eine Einwohnerzahl von 432 ermittelt.

## Geschichte
Gegründet wurde Hampton 1879. Zu verdanken hat es das den Visionen der Burlington and Missouri River Railroad, die ihr Streckennetz hierher ausbaute, und dem Siedler Joshua Cox. 200 Einwohner lebten bereits nach einem Jahr im Dorf. 1880 eröffnete das erste Postamt und ein Jahr später entstand das erste Schulgebäude. Bis 1886 wuchs die Zahl der Bürger auf 600, die aus Deutschland, Dänemark, Schweden und Russland stammten.

## Geografie
Der Ort liegt rund 9 Kilometer östlich von Aurora. Die nächstgelegenen größeren Städte sind Grand Island (38 km westlich) und Lincoln (103 km östlich).

## Verkehr
Der Ort ist über den U.S. Highway 34 zu erreichen, der am südlichen Ortsrand vorbeiführt.
Der nächstgelegene Flugplatz ist der Aurora Municipal Airport.